# Holcopasites ruthae
Holcopasites ruthae är en biart som beskrevs av Cooper 1993. Holcopasites ruthae ingår i släktet Holcopasites och familjen långtungebin. Inga underarter finns listade i Catalogue of Life.